# Stainville
Stainville és un municipi francès situat al departament del Mosa i a la regió del Gran Est. L'any 2007 tenia 407 habitants.

## Demografia

### Població
El 2007 la població de fet de Stainville era de 407 persones. Hi havia 164 famílies, de les quals 40 eren unipersonals (20 homes vivint sols i 20 dones vivint soles), 48 parelles sense fills, 56 parelles amb fills i 20 famílies monoparentals amb fills.
La població ha evolucionat segons el següent gràfic:
Habitants censats

### Habitatges
El 2007 hi havia 185 habitatges, 162 eren l'habitatge principal de la família, 2 eren segones residències i 20 estaven desocupats. 174 eren cases i 11 eren apartaments. Dels 162 habitatges principals, 139 estaven ocupats pels seus propietaris, 20 estaven llogats i ocupats pels llogaters i 3 estaven cedits a títol gratuït; 2 tenien dues cambres, 15 en tenien tres, 43 en tenien quatre i 103 en tenien cinc o més. 113 habitatges disposaven pel capbaix d'una plaça de pàrquing. A 67 habitatges hi havia un automòbil i a 80 n'hi havia dos o més.

### Piràmide de població
La piràmide de població per edats i sexe el 2009 era:
| Homes | Edats   | Dones |
| ----- | ------- | ----- |
| 0     | 95 o +  | 0     |
| 4     | 90 a 94 | 0     |
| 0     | 85 a 89 | 12    |
| 0     | 80 a 84 | 4     |
| 4     | 75 a 79 | 8     |
| 0     | 70 a 74 | 8     |
| 16    | 65 a 69 | 12    |
| 4     | 60 a 64 | 4     |
| 4     | 55 a 59 | 12    |
| 16    | 50 a 54 | 4     |
| 4     | 45 a 49 | 20    |
| 12    | 40 a 44 | 12    |
| 12    | 35 a 39 | 20    |
| 32    | 30 a 34 | 16    |
| 8     | 25 a 29 | 12    |
| 16    | 20 a 24 | 0     |
| 28    | 15 a 19 | 12    |
| 20    | 10 a 14 | 16    |
| 8     | 5 a 9   | 20    |
| 12    | 0 a 4   | 12    |

## Economia
El 2007 la població en edat de treballar era de 251 persones, 192 eren actives i 59 eren inactives. De les 192 persones actives 179 estaven ocupades (98 homes i 81 dones) i 13 estaven aturades (8 homes i 5 dones). De les 59 persones inactives 25 estaven jubilades, 20 estaven estudiant i 14 estaven classificades com a «altres inactius».

### Ingressos
El 2009 a Stainville hi havia 162 unitats fiscals que integraven 418,5 persones, la mediana anual d'ingressos fiscals per persona era de 17.736 €.

### Activitats econòmiques
Dels 14 establiments que hi havia el 2007, 1 era d'una empresa alimentària, 2 d'empreses de fabricació d'altres productes industrials, 1 d'una empresa de construcció, 3 d'empreses de comerç i reparació d'automòbils, 1 d'una empresa de transport, 2 d'empreses d'hostatgeria i restauració, 2 d'empreses de serveis i 2 d'entitats de l'administració pública.
Dels 2 establiments de servei als particulars que hi havia el 2009, 1 era una oficina de correu i 1 paleta.
Dels 2 establiments comercials que hi havia el 2009, 1 era una botiga de menys de 120 m² i 1 una peixateria.
L'any 2000 a Stainville hi havia 12 explotacions agrícoles que ocupaven un total de 1.456 hectàrees.

## Equipaments sanitaris i escolars
El 2009 hi havia una escola elemental.

## Poblacions més properes
El següent diagrama mostra les poblacions més properes.